# Acrotholus
Acrotholus – wymarły rodzaj dinozaura, pachycefalozaura z rodziny pachycefalozaurów.
Nowy rodzaj dinozaura opisany został przez Evansa i innych w 2013. Autorzy ukuli jego nazwę rodzajową od słów akros oznaczającego najwyższy oraz tholos znaczącego kopułę. Odnieśli się w ten sposób do nadzwyczaj wysokiego, tworzącego kopułę sklepienia czaszki zwierzęcia. Pojedynczy umieszczony w rodzaju gatunek nosi epitet gatunkowi audeti, upamiętniając tym samym Roya Audeta, właściciela rancza, na terenie którego znaleziono skamieniałości.
Evans i współpracownicy widzą w nim przykład, jak preferowanie przez zapis kopalny pozostałości dużych zwierząt może wpłynąć na niewłaściwe, zaniżone postrzeganie różnorodności mniejszych zwierząt. Acrotholus zaliczał się właśnie do tych mniejszych dinozaurów, do grupy pachycefalozaurów, zamieszkujących zachodnią Amerykę Północną i Azję ptasiomiednicznych noszących kopuły na głowach, żywiących się pokarmem roślinnym. Skamieniałości Acrotholus audeti znalezione zostały w południowej Albercie, pośród skał Ogniwa Deadhorse Coulee formacji Milk River, a więc w skałach datowanych na santon. Oznacza to, że był on wcześniejszy od wszystkich dotychczas znanych pewnych Pachycephalosauridae kontynentu północnoamerykańskiego, nawet od taksonów, u których nie zdążyła się jeszcze wytworzyć pełna kopuła. Prawdopodobnie jest starszy od wszystkich znanych przedstawicieli tej rodziny, do zawodów stawać może wyłącznie poprzedni najstarszy przedstawiciel rodziny, azjatycki Amtocephale znaleziony na pustyni Gobi, pochodzący ze skał datowanych na późny santon, wbrew pozorom widziany przez odkrywców, Watabe i współpracowników, raczej jako takson zaawansowany ewolucyjnie, a nie bazalny. Także w pełni wykształcona kopuła Acrotholus nie wskazuje, by mógł to być bazalny przedstawiciel pachycefalozaurydów.